# Mentuhotep VII
Mentuhotep VII (fl. XVII secolo a.C.) è stato un sovrano egizio inserito nella XVII dinastia.

## Biografia
Sovrano noto per una stele frammentaria rinvenuta a Karnak e per due sfingi provenienti da Edfu. La stele riporta un'iscrizione riguardante una vittoria militare specificando che il regno di Mentuhotep VII era limitato alla regione tebana.
Ebbe come sposa principale Satmut e uno dei figli fu Herunefer.
Kim Ryholt, nella sua opera su secondo periodo intermedio, assegna questo sovrano alla XVI dinastia.

## Liste Reali
| N5 | s | M13 | HASH |

| N5 | s | M13 | HASH |

| N5 | s | M13 | HASH |

| N5 | s | M13 | HASH |

| N5 | s | M13 | HASH |

| N5 | s | M13 | HASH |

| N5 | s | M13 | HASH |

| N5 | s | M13 | HASH |

## Titolatura
| G5 |

| G5 |

|       |
| \| \| |
|       |
|       |

|  |

|       |
| \| \| |
|       |
|       |

|  |

| G16 |

| G16 |

|  |

| G8 |

| G8 |

|  |

| M23 · X1 | L2 · X1 |

| M23 · X1 | L2 · X1 |

| N5 | s | S34 | n |

| N5 | s | S34 | n |

| N5 | s | S34 | n |

| N5 | s | S34 | n |

| N5 | s | S34 | n |

| N5 | s | S34 | n |

| N5 | s | S34 | n |

| N5 | s | S34 | n |

| G39 | N5 |

| G39 | N5 |

| Y5 | V13 | G43 | i | R4 · t · p |

| Y5 | V13 | G43 | i | R4 · t · p |

| Y5 | V13 | G43 | i | R4 · t · p |

| Y5 | V13 | G43 | i | R4 · t · p |

| Y5 | V13 | G43 | i | R4 · t · p |

| Y5 | V13 | G43 | i | R4 · t · p |

| Y5 | V13 | G43 | i | R4 · t · p |

| Y5 | V13 | G43 | i | R4 · t · p |

## Cronologia
| Periodo                    | Dinastia | Anni di regno                 |
| Secondo periodo intermedio | XVII     | intorno 1600 a.C. (± 30 anni) |

| Autore | Anni di regno         |
| ------ | --------------------- |
| Ryholt | 1628 a.C. - 1627 a.C. |
| Franke | 1601 a.C.             |

| predecessore: Djeuti | Signore del Basso e dell'Alto Egitto | successore: Nebirau I |

| Dinastie contemporanee | Capitale |
| XV                     | Avaris   |
| XVI                    | varie    |